# Waptiidae
Waptiidae Walcott, 1912 è una famiglia di crostacei estinti simili a gamberi vissuti nel Cambriano inferiore e medio (all'incirca tra i 520 e i 505 milioni di anni fa).
È l'unica famiglia appartenente all'ordine Waptiida, provvisoriamente incluso nel clade Crustaceomorpha.

## Tassonomia
La famiglia Waptiidae include i seguenti generi e specie:
- Chuandianella Hou & Bergström, 1991
  - Chuandianella ovata (Li, 1975)
- Pauloterminus Taylor, 2002 (?)
  - Pauloterminus spinodorsalis Taylor, 2002
- Plenocaris Whittington 1974 (?)
  - Plenocaris plena Hou & Bergström, 1997
- Waptia Walcott, 1912
  - Waptia fieldensis Walcott, 1912